# 彼得罗巴甫洛夫斯科耶市镇
彼得罗巴甫洛夫斯科耶市镇（俄语：Петропавловское муниципальное образование）是俄罗斯联邦伊尔库茨克州基廉斯克区所属的一个市镇。其下辖有个居民点，行政中心为彼得罗巴甫洛夫斯科耶。据2016年统计，该市镇的人口为398人。